# 第百十三国立銀行
第百十三国立銀行（だいひゃくじゅうさんこくりつぎんこう）は、明治期に函館で設立された国立銀行。北海道に本店を置いた初めての銀行である。

## 概要
1878年（明治11年）に、北海道函館の商人であった村田駒吉、杉浦嘉七、田中正右衛門らによって設立。当時函館は北海道の経済の中心地であり、国立銀行を設立することで、北海道全体の殖産に資そうとする、開拓使の意向が函館支庁を通じ、村田らに伝えられ、設立に至った。翌1879年（明治12年）1月開業。資本金は15万円。初代頭取には杉浦嘉七が就任。
その後、国立銀行営業満期前特別処分法に基づき私立銀行百十三銀行に改称。金融恐慌を受け、1928年（昭和3年）に北海道銀行（後の北海道拓殖銀行で、現在の北海道銀行とは無関係）に合併され、歴史の幕を閉じた。

## 沿革
- 1878年（明治11年）11月13日：北海道函館で設立
- 1879年（明治12年）1月6日：開業
- 1897年（明治30年）7月1日：百十三銀行に改称
- 1922年（大正11年）4月2日：函館銀行を合併
- 1928年（昭和3年）3月31日：北海道銀行（後の北海道拓殖銀行）に合併される

## 参考資料
- 第百十三国立銀行の設立（函館市史<デジタル版> 通説編第2巻第4編 箱館から近代都市函館へ P986－P993）
- 第百十三国立銀行の営業状況（函館市史<デジタル版> 通説編第2巻第4編 箱館から近代都市函館へ P993－P995）